# 平城区
平城区是中国山西省大同市所辖的一个市辖区。區人民政府駐迎賓西街30號。

## 建置沿革
- 2018年2月9日，国务院批复大同市部分行政区划调整，同意设立大同市平城区，以原城区的南关街道、北关街道、东街街道、西街街道、南街街道、北街街道、新建南路街道、新建北路街道、大庆路街道、新华街街道、向阳里街道、振华南街街道，原南郊区的水泊寺乡、新旺乡、马军营乡的行政区域为平城区的行政区域，平城区人民政府驻向阳里街道迎宾街118号。[2]。
- 2021年3月2日，按照《山西省人民政府关于同意大同市乡级行政区划调整的批复》（晋政函〔2021〕29）文件精神，将原3个乡、12个街道办事处优化调整为18个街道办事处，并正式挂牌。[3]

- 2021年6月9日，按照人口和面积科学合理划分社区管理服务区域，优化调整后平城区共设155个社区48个村。[4]

## 行政区划
平城区原下辖12个街道办事处、3个乡，2021年3月2日优化调整为18个街道办事处：
永泰街道、古城街道、新旺街道、迎宾街道、振华街道、清远街道、武定街道、御河街道、开源街道、大庆路街道、马军营街道、卧虎湾街道、新华街道、鹿苑街道、白登山街道、文瀛湖街道、水泊寺街道和小南头街道。

## 人口
根據第七次人口普查數據，截至2020年11月1日零時，平城區常住人口為1105699人。